# Carolco Pictures
La Carolco Pictures, Inc. è stata una società di produzione indipendente statunitense, che in un decennio, è passata dalla produzione di blockbuster di successo come Terminator 2 - Il giorno del giudizio e la serie di Rambo alla dichiarazione di fallimento per i due colossali flop Corsari e Showgirls.

## Storia

### I primi anni
La società fu fondata da due investitori, Mario Kassar e Andrew Vajna, come Anabasis Investments. Il loro obiettivo era quello di rendere il loro nuovo studio una grande azienda di produzione indipendente che producesse film di serie-A.
Uno dei primi Anabasis/Carolco film è stato Rambo (1982), seguito poi dal sequel Rambo II: la vendetta (1985) entrambi con Sylvester Stallone, che poco dopo firmò un contratto di dieci anni con gli studios. Il rilascio di Rambo II: la vendetta fu talmente importante per il successo finanziario della Carolco che da quel momento in poi, la musica del marchio dell'azienda utilizzò la prima strofa del suo famoso successo, scritta da Jerry Goldsmith.

### Il successo conTerminator 2 - Il giorno del giudizio
Con questo successo, la Carolco acquistò tutti i diritti per il franchise Terminator dalla Hemdale Film Corporation. La società riassunse il regista di Terminator James Cameron (che aveva lavorato anche come sceneggiatore in Rambo), e Arnold Schwarzenegger come star, per questo sequel multi milionario, Terminator 2 - Il giorno del giudizio (distribuito nel 1991). Fu il più grosso e importante film della sua storia, e come poi è emerso, il film di maggior successo nella storia della Carolco.

## Filmografia

### 1970
- L'amico sconosciuto (The Silent Partner) (1978)

### 1980
- La casa di Mary (1982) (con Panaria e Almi Pictures)
- Rambo (1982) (con Orion Pictures)
- Rambo 2 - La vendetta (1985) (con TriStar Pictures)
- Angel Heart - Ascensore per l'inferno (1987) (con TriStar Pictures)
- Ricercati: ufficialmente morti (1987) (con TriStar Pictures)
- Nightflyers (1987)
- Il signore del male (1987) (Universal Pictures gestì la distribuzione in America e Canada, la Carolco distribuì il film in tutti gli altri paesi)
- Pound Puppies and the Legend of Big Paw (1988) (con TriStar Pictures, Atlantic/Kushner-Locke e The Maltese Companies)
- Rambo III (1988) (con TriStar Pictures)
- Danko (1988) (con TriStar Pictures)
- Iron Eagle II (1988) (con TriStar Pictures)
- Alterazione genetica (1988) (con Universal Pictures)
- Creatura degli abissi (1989) (con TriStar Pictures)
- Pathfinder (versione sottotitolata) (1989) (film norvegese)
- Food of the Gods II (1989)
- Sorvegliato speciale (1989) (con TriStar Pictures e White Eagle)
- Johnny il bello (1989) (con TriStar Pictures)
- Sotto shock (1989) (con Universal Pictures)
- Music Box - Prova d'accusa (1989) (con TriStar Pictures)

### 1990
- Le montagne della luna (1990) (con TriStar Pictures)
- Dangerous Passion (1990) (per la TV)
- Un amore violento (Shattered Dreams) (1990) (per la TV)
- Atto di forza (1990) (con TriStar Pictures)
- Air America (1990) (con TriStar Pictures)
- Allucinazione perversa (1990) (con TriStar Pictures)
- Narrow Margin (1990) (con TriStar Pictures)
- Riposseduta (1990) (con New Line Cinema e Seven Arts)
- Babies (1990) (per la TV)
- Amleto (1990) (con Warner Bros.)
- Pazzi a Beverly Hills (1991) (con TriStar Pictures)
- The Doors (1991) (con TriStar Pictures)
- The Dark Wind (1991) (con New Line Cinema e Seven Arts)
- Get Back (1991) (con New Line Cinema e Seven Arts)
- Terminator 2 - Il giorno del giudizio (1991) (con TriStar Pictures e Lightstorm Entertainment)
- Basic Instinct (1992) (con TriStar Pictures)
- Aces: Iron Eagle III (1992) (con New Line Cinema e Seven Arts)
- Mario and the Mob (1992) (per la TV) (con Warner Bros. Television)
- I nuovi eroi (1992) (con TriStar Pictures)
- Charlot (1992) (con TriStar Pictures)
- Cliffhanger - L'ultima sfida (1993) (con TriStar Pictures)
- Mona Must Die (1994)
- Wagons East! (1994) (con TriStar Pictures)
- Stargate (1994) (con Metro-Goldwyn-Mayer e Le Studio Canal+)
- Lupin III - La pietra della saggezza (1995) (con Streamline Pictures)
- Showgirls (1995) (con United Artists e Le Studio Canal+)
- L'ultimo cacciatore (1995) (con Savoy Pictures)
- Corsari (1995) (con Metro-Goldwyn-Mayer)

## Produzione televisiva e distribuzione
Negli anni successivi, la Carolco acquista la rete televisiva Orbis Communications e avvia la produzione e distribuzione di prodotti televisivi.
Inoltre viene acquisito anche l'ex impianto di produzione della De Laurentiis Entertainment Group nel North Carolina (dove la serie televisiva Matlock era parzialmente girata), e stabilisce una divisione per l'home video (con la Live Home Video, poi con la LIVE Entertainment, poi ancora con la Artisan Entertainment, infine con la Artisan Home Entertainment e la Lions Gate Home Entertainment, come partner di produzione).

## Spider-Man
La Carolco ha lottato per anni per garantirsi i diritti di Spider-Man, una proprietà con la quale Cameron voleva produrre un film. I piani fallirono, e il film fu realizzato da Sam Raimi per la Columbia Pictures nel 2002.

## Fallimento
Mentre crescevano i budget per realizzare i film, gli incassi ai botteghini scendevano. A seguito delle disastrose uscite di Corsari e Showgirls, la Carolco dichiarò il fallimento e la società chiuse subito dopo.
Dalle ceneri della Carolco nacque però una nuova alleanza nel 2002 tra il proprietario della Carolco stessa (Mario Kassar) e il proprietario della Cinergi (Andrew G. Vajna) che portò alla nascita della C2 Pictures, attiva fino al 2008.

## Le attività
Le attività della Carolco furono successivamente vendute ad altre società, la maggior parte già vendute durante l'esistenza della Carolco. Oggi, i diritti accessori per la maggior parte della libreria della Carolco è detenuto dalla società francese di produzione StudioCanal, mentre la CBS Television Studios detiene i diritti televisivi (ereditate dalla Worldvision Enterprises società della Spelling Entertainment essa stessa società della CBS Company).
La Lions Gate continua a possedere i diritti in USA/Canada per l'home video (tramite un accordo con StudioCanal), mentre i diritti internazionali per l'home video sono detenuti da una società diversa per ciascun paese. Per esempio, i diritti in UK sono della Momentum Pictures (una filiale della Alliance Atlantis) e i diritti in Australia sono della Universal Studios. Inoltre, la distribuzione in Canada è affidata alla Maple Pictures nata da un braccio della Lions Gate nel 2005, in questo i diritti canadesi possono restare alla Maple.
Gli unici film della Carolco non inclusi nella vendita sono Cliffhanger, Aces: Iron Eagle III, L'ultimo cacciatore, e Showgirls; i diritti di questi sono stati trattenuti dai loro distributori nelle sale cinematografiche originali (rispettivamente TriStar Pictures, New Line Cinema, Savoy Pictures/HBO, e United Artists). Tuttavia, la Lions Gate possiede alcuni diritti accessori sull'originale Stargate, e i pieni diritti di Wagons East.

## I loghi della compagnia

### 1985-1987
Il primo logo è collocato su uno sfondo di spazio stellato: tre serie di luci laser formano la caratteristica C. Dopo la terza luce del laser, il logo brilla e la scritta CAROLCO appare al di sotto splendendo. La musica è un brano synth che diventa trionfante quando la c brilla. Si basa sul tema di Rambo 2.Disponibilità: non comune, infatti, apparso solo su tre film: Rambo II:La vendetta, Extreme Prejudice e Angel Heart - Ascensore per l'inferno. Il rilascio VHS di Rambo 2 della International Video Entertainment del 1988, intonaci questo col logo 3. La VHS del 1989 di Angel Heart intonaci questo logo col primo, ma mantenne la musica di questo. Le migliori fonti per questo logo sono le edizioni dei film dalla IVE, che nel 1990 assunse il nome di Live Home Video, e della sua divisione Avid Home Entertainment.

### 1986-1988
Il secondo logo iniziava su uno sfondo nero con due striature che si dirigevano dal basso a sinistra e dall'alto a destra verso il centro. Formavano la C, sotto la quale appariva la parola CAROLCO. Dopo 4 secondi il logo si illuminava di arancione. La musica era un brano sintetizzato. Dal rilascio di Angel Heart del 1989, la fanfara fu sostituita con quella originale. Il logo con la fanfara corretta è apparso in Rambo così come nella prima versione VHS di Extreme Prejudice.

### 1988-1995
Il terzo logo, in uso dal 1988 fino a quando la Carolco è andata in bancarotta, ha un solo raggio laser che disegna la caratteristica "C". Non appena il disegno è completo, brilla e diventa tridimensionale, e al di sotto appare la scritta "CAROLCO".
La musica è uguale a quella dei loghi precedenti, con un fruscìo all'inizio. Questo logo è stato adattato per la divisione Home video dalla Artisan Home Entertainment, la Carolco Home Video, con la scritta "HOME VIDEO", che appariva sotto la scritta "CAROLCO" non appena essa si era formata. Questo logo è di solito conservato nelle VHS e nei DVD dei suoi film, mentre quello della TriStar Pictures viene eliminato (con poche eccezioni, vedi sotto alla descrizione del 4° logo).

### 1995-1996
Questo logo era statico rispetto ai precedenti. Su uno sfondo nero, c'era la C di prima di colore arancione con i fasci neri. Al di sotto c'era la scritta CAROLCO dello stesso colore. Non c'era la musica, o veniva usato il tema di apertura del film. Anche in questo caso veniva eliminato il primo logo della sequenza, in questo caso, della MGM: questo apparve solo in Corsari e Showgirls. È stato usato negli ultimi due anni, quando la Carolco era andata in bancarotta verso il 1995 ed era stata chiusa subito dopo.

#### Elenco di VHS e DVD di film che conservano i loghi TriStar Pictures e Carolco Pictures
- Creatura degli abissi (VHS, 1989)
- Pound Puppies and the Legend of Big Paw (VHS, 1989)
- Basic Instinct: The Original Director's Cut (VHS, 1993)
- Cliffhanger - L'ultima sfida (VHS, 1993)
- Danko (VHS, 1999)
- Cliffhanger - L'ultima sfida (DVD, 2000)
- Basic Instinct (DVD, 2004)
- Pound Puppies and the Legend of Big Paw (DVD, 2006)
- Nota: Su stampe recenti appare il logo della TriStar Pictures con la musica di quello della Carolco. Sulle stampe Rambo III di Encore, il logo della Paramount Pictures intonaci quello della TriStar del periodo 1984-1993. Sulla stampa di Deepstar Sia, appare il logo Paramount, ma lascia intatti i loghi sia della TriStar che della Carolco. Sulle stampe di Wagons East il logo TriStar (1993-presente) è preceduto dal logo della Live Entertainment, che ha detenuto nell'home video e nelle stampe televisive la biblioteca della Carolco. Su stampe ancora più recenti, il logo StudioCanal intonaci quello della Carolco, o viene prima di quello della Carolco Pictures stessa.

## Curiosità
- Jose Menendez era un membro del Consiglio di Amministrazione della Carolco nel mese di agosto 1989, quando lui e sua moglie furono uccisi dai loro figli Erik e Lyle.